# 초점 심도
초점 심도(Depth of focus)는 렌즈와 관련된 이미지 평면(카메라의 필름 평면) 배치 허용 오차를 측정하는 렌즈 광학 개념이다. 카메라에서 초점 심도는 카메라 내 필름 변위의 허용 오차를 나타내므로 때때로 "렌즈 대 필름 허용 오차"라고도 한다.

## 초점 심도 vs 피사계 심도
초점 심도라는 표현은 수용 가능한 초점의 렌즈 앞 영역인 피사계 심도(DOF)를 나타내기 위해 잘못 사용되는 경우가 있지만, 초점 심도의 진정한 의미는 렌즈 뒤 영역을 의미한다. 초점이 맞는 이미지를 생성하기 위해 필름면이나 센서가 배치된다.
초점 심도는 약간 다른 두 가지 의미를 가질 수 있다. 첫 번째는 단일 물체 평면이 허용 가능한 선명한 초점을 유지하는 동안 이미지 평면이 변위될 수 있는 거리이다. 두 번째는 피사계 심도의 이미지 측 공액이다. 첫 번째 의미로 깊이는 초점은 이미지 평면에 대해 대칭이다. 두 번째 방식에서는 대부분의 경우 거리가 대략 동일하지만 초점 깊이는 이미지 평면의 먼 쪽에서 더 크다.
피사계 심도는 미터나 피트와 같은 거시적 단위로 측정되는 경우가 많지만 초점 심도는 일반적으로 밀리미터의 분수 또는 1/1000인치와 같은 미세한 단위로 측정된다.
피사계 심도를 결정하는 동일한 요소가 초점 심도도 결정하지만 이러한 요소는 피사계 심도와는 다른 영향을 미칠 수 있다. 조리개가 작을수록 피사계 심도와 초점 심도가 모두 증가한다. 멀리 있는 피사체(매크로 범위 너머)의 경우 초점 심도는 고정된 f값에 대해 초점 길이와 피사체 거리에 상대적으로 둔감하다. 매크로 영역에서는 초점 거리가 길거나 피사체 거리가 가까울수록 초점 심도가 증가하는 반면 피사계 심도는 감소한다.

## 계산
초점 심도가 물체 공간의 단일 평면과 관련된 경우 다음을 통해 계산할 수 있다.
{\displaystyle t=2Nc{\frac {v}{f}},}
여기서 t는 총 초점 심도이고 N은 F 값의 렌즈, c는 착각원(착란원), v는 상의 거리, f는 렌즈 초점 거리이다.